# ماریا کوژیفنیکووا
ماریا کوژیفنیکووا (روسی: Мари́я Алекса́ндровна Коже́вникова؛ زادهٔ ۱۴ نوامبر ۱۹۸۴) هنرپیشه، سیاستمدار اهل اتحاد جماهیر شوروی سوسیالیستی است.
از فیلم‌ها یا برنامه‌های تلویزیونی که وی در آن نقش داشته‌است می‌توان به سوبیبور اشاره کرد.